# Helmut Bantz
Helmut Bantz (* 14. September 1921 in Speyer; † 3. Oktober 2004 in Pulheim-Brauweiler) war ein deutscher Turner. Er gewann bei den Olympischen Spielen 1956 die Goldmedaille im Pferdsprung.

## Leben
Bantz wuchs in Speyer auf. Ursprünglich wollte er Fußballprofi werden, aber sein Vater – selbst Vorsitzender des Turnvereins Speyer – überredete ihn zum Turnsport. Nachdem er am 2. Februar 1941 bereits 12. im Einzelmehrkampf bei den Deutschen Turnmeisterschaften in Karlsruhe wurde und im November 1941 die Einzelwertung im Drei-Städte-Turnen Berlin-Hamburg-Leipzig gewann, gelang ihm 1942 der Durchbruch als Spitzenturner, er schnitt beim Turnländerkampf Deutschland-Italien-Ungarn am 15. März als bester Einzelturner ab und gewann in Breslau die deutsche Turnmeisterschaft im Einzelmehrkampf.
Bantz beantragte am 22. April 1941 die Aufnahme in die NSDAP und wurde zum 1. Juli desselben Jahres aufgenommen (Mitgliedsnummer 8.747.455). Während des Wehrdienstes geriet er 1944 in englische Kriegsgefangenschaft. Als Kriegsgefangener durfte er 1948 die englische Turnmannschaft bei den Olympischen Sommerspielen in London trainieren. Deutschland durfte damals an den Sommerspielen noch nicht teilnehmen. Nach seiner Entlassung kehrte er – trotz einiger Angebote englischer Turnvereine – nach Deutschland zurück.
Erstmals aktiv nahm Bantz 1952 in Helsinki an Olympischen Spielen teil. Hier wurde er im Mehrkampf Siebter. 1953 wurde er beim internationalen Jahn-Gedächtnisturnen auf der Berliner Waldbühne vor 12.000 Zuschauern Zweiter. 1954 belegte er bei der Weltmeisterschaft in Rom den 2. Platz im Pferdsprung und am Reck. 1955 wurde er in Frankfurt am Main Europameister am Barren. 1956 schließlich gewann er bei den Olympischen Sommerspielen in Melbourne zusammen mit dem Russen Walentin Muratow die Goldmedaille im Pferdsprung.
Bei den Olympischen Spielen 1960 in Rom war Bantz zwar dabei, kam aber als Ersatzmann nicht zum Einsatz.
Danach beendete er seine aktive Laufbahn. Er arbeitete noch von 1970 bis 1986 als Oberturnwart im Rheinischen Turnerbund, bis 1992 war er Beisitzer im Präsidium. 1992 ernannte der Verband ihn zum Ehrenmitglied. Unter Meistertrainer Hennes Weisweiler arbeitete Bantz auch als Konditionstrainer beim Fußball-Bundesligisten Borussia Mönchengladbach. Immer wieder wurde er – auch danach – auf dem Bökelberg gesehen. Mit insgesamt 18 deutschen Meisterschaften, vier EM- und drei WM-Medaillen gehörte er zu den erfolgreichsten deutschen Turnern.
Seinen Lebensunterhalt verdiente Bantz als Diplom-Sportlehrer. Er unterrichtete mehrere Jahre lang – bis 1984 – an der Deutschen Sporthochschule in Köln. Zu seinen Schülern gehörten beispielsweise Erich Ribbeck, Jupp Heynckes und Günter Netzer.
Viele bedeutende Ehrungen wurden ihm zuteil. So erhielt er 1982 das Bundesverdienstkreuz am Bande, 1986 den Verdienstorden des Landes Nordrhein-Westfalen, die Walter-Kolb-Plakette des DTB und 1998 den Georg von Opel-Preis. 2008 wurde Helmut Bantz in die Hall of Fame des deutschen Sports aufgenommen.
In seiner Geburtsstadt Speyer wurde eine Leichtathletikanlage nach ihm benannt.
Zuletzt lebte Helmut Bantz in Pulheim-Brauweiler. Er war verheiratet (Erika) und hatte zwei Töchter (Sabine und Susanne) und einen Sohn (Rainer). Schwere Krankheiten musste er durchstehen: 1981 Herzinfarkt, 1984 Rückenoperation, 1994 Beinamputation wegen Durchblutungsstörungen, später verlor er auch das zweite Bein. 2004 starb er nach langer Krankheit.